# Université adventiste d'Afrique
L’université adventiste d'Afrique (en anglais : Adventist University of Africa ou AUA) est une des universités privées de l'Église adventiste du septième jour. Son centre administratif est à Nairobi au Kenya. C'est une graduate school, fondée en 2005 dans le but de décerner des masters et des doctorats aux étudiants africains.
AUA possède deux départements : le séminaire adventiste et la School of Graduate Studies. Actuellement, elle offre des diplômes en théologie et en direction, mais d'autres formations sont prévues dans l'avenir. Elle possède deux campus et six universités y sont affiliées.

## Université adventiste d'Afrique
- Campus de Lukanga à Butembo, Nord-Kivu, République démocratique du Congo
- Campus de Cosendai à Yaoundé, Cameroun

## Campus affiliés
- Université adventiste d'Afrique Centrale à Kigali, Rwanda
- Helderberg College à Somerset West, Afrique du Sud
- Université de Valley View à Oyibi, Ghana
- Université Babcock à Ilishan-Remo, Nigeria
- Université d'Afrique de l'Est, Baraton, à Baraton, Kenya
- Université de Solusi à Bulawayo, Zimbabwe